# Doctor Glas
Doctor Glas (Doktor Glas) è un film del 1968 diretto da Mai Zetterling.